# Sie werden euch in den Bann tun, BWV 183
Sie werden euch in den Bann tun (BWV 183) ist eine Kirchen-Kantate von Johann Sebastian Bach. Er komponierte sie in Leipzig für Exaudi, den Sonntag nach Himmelfahrt, und führte sie am 13. Mai 1725 erstmals auf.
Mit demselben Bibelwort beginnt eine weitere Kantate Bachs zum gleichen Anlass aus dem Jahr 1724, die als BWV 44 geführt wird.

## Geschichte und Worte
Bach schrieb die Kantate in seinem zweiten Jahr in Leipzig für den Sonntag Exaudi und führte sie am 13. Mai 1725 erstmals auf. In seinem zweiten Jahr in Leipzig hatte Bach vom ersten Sonntag nach Trinitatis bis zum Palmsonntag in seinem zweiten Kantatenzyklus konsequent Choralkantaten komponiert, war jedoch zu Ostern wieder zu Kantaten auf freierer Textgrundlage übergegangen. Dazu gehörten neun Kantaten auf Texte der Dichterin Christiana Mariana von Ziegler, auch die Kantate für Exaudi. Später ordnete Bach sie wie die meisten der neun seinem dritten Kantatenzyklus zu.
Die vorgeschriebenen Lesungen für den Festtag waren 1 Petr 4,8–11  und Joh 15,26  bis Joh 16,4  aus den Abschiedsreden Jesu, die Verheißung des Heiligen Geistes als Beistand und die Ankündigung von Verfolgung. Die Dichterin beginnt die Kantate mit demselben Bibelzitat aus Joh 16,2 , das bereits ein Jahr zuvor im Text eines unbekannten Dichters für die Kantate BWV 44 aus gleichem Anlass verwendet wurde. Sie betont die Furchtlosigkeit, die einem Menschen möglich ist, der sich auf „Jesu Schutzarm“ verlässt. In den Sätzen 2 und 3 verweist sie auf den angekündigten Beistand. Der Schlusschoral ist die fünfte Strophe von Paul Gerhardts Zeuch ein zu deinen Toren.

## Besetzung und Aufbau
Die Kantate ist besetzt mit vier Solisten, Sopran, Alt Tenor und Bass, vierstimmigem Chor im Schlusschoral, einem ungewöhnlichen Oboenchor von zwei Oboe da caccia, zwei Oboe d’amore, zwei Violinen, Viola, Violoncello piccolo und Basso continuo.
1. Recitativo (Bass): Sie werden euch in den Bann tun
2. Aria (Tenor): Ich fürchte nicht des Todes Schrecken
3. Recitativo (Alt): Ich bin bereit, mein Blut und armes Leben
4. Aria (Sopran): Höchster Tröster, Heilger Geist
5. Choral: Du bist ein Geist, der lehret

## Musik
Bach weist das Jesus-Wort des Anfangs, „Sie werden euch in den Bann tun, es kömmt aber die Zeit, daß, wer euch tötet, wird meinen, er tue Gott einen Dienst daran“ (Joh 16,2  nach der Ausgabe letzter Hand), dem Bass als der Vox Christi (Stimme Christi) zu, während er die beiden Sätze des Verses ein Jahr zuvor als zweiteiligen Satz gestaltet hatte, als ein Duett, dem ein erregter Chorsatz gegenübergestellt war. In dieser Kantate setzt er das Bibelzitat als ein Rezitativ von nur fünf Takten. Es wird bedeutungsvoll von zwei Oboi da caccia und zwei Oboi d’amore über einem Orgelpunkt des continuo begleitet. In der ersten Arie, die die Furcht vor den Schrecken des Todes verneint, spielt ein Violoncello piccolo unablässige Läufe. Satz 3 ist erneut ein recitativo accompagnato, dessen Begleitung Bach noch komplexer gestaltet hat: Die Streicher halten Akkorde lange, während die Oboen abwechselnd ein Motiv aus vier Noten wiederholen, das vom Alt auf die Worte „Ich bin bereit“ gesungen wird. Die zweite Arie wird von den Streichern und den Oboi da caccia unisono begleitet, dadurch erhalten beide Arien eine Färbung durch Instrumente im tiefen Register. Die Kantate wird beschlossen durch einen vierstimmigen Satz auf die Melodie Helft mir Gotts Güte preisen.

## Einspielungen
- Die Bach Kantate Vol. 36, Helmuth Rilling, Gächinger Kantorei, Bach-Collegium Stuttgart, Arleen Augér, Julia Hamari, Peter Schreier, Walter Heldwein, Hänssler 1981
- J.S. Bach: Das Kantatenwerk – Sacred Cantatas Vol. 10, Nikolaus Harnoncourt, Tölzer Knabenchor, Concentus Musicus Wien, Solist des Tölzer Knabenchor, Paul Esswood, Kurt Equiluz, Thomas Hampson, Teldec 1988
- J.S. Bach: Cantatas with Violoncelle Piccolo (Vol. 2), Christophe Coin, Das Leipziger Concerto Vocale, Ensemble Baroque de Limoges, Barbara Schlick, Andreas Scholl, Christoph Prégardien, Gotthold Schwarz, Auvidis Astrée 1994
- Bach Cantatas Vol. 25: Dresden/Sherborne, John Eliot Gardiner, Monteverdi Choir, English Baroque Soloists, Joanne Lunn, Daniel Taylor, Paul Agnew, Panajotis Iconomou, Soli Deo Gloria 2000
- J.S. Bach: Complete Cantatas Vol. 15, Ton Koopman, Amsterdam Baroque Orchestra & Choir, Deborah York, Bogna Bartosz, Jörg Dürmüller, Klaus Mertens, Antoine Marchand 2001
- J.S. Bach: Cantatas Vol. 39, Masaaki Suzuki, Bach Collegium Japan, Carolyn Sampson, Robin Blaze, Gerd Türk, Peter Kooij, BIS 2007